# 크리스토퍼 스트리트 데이

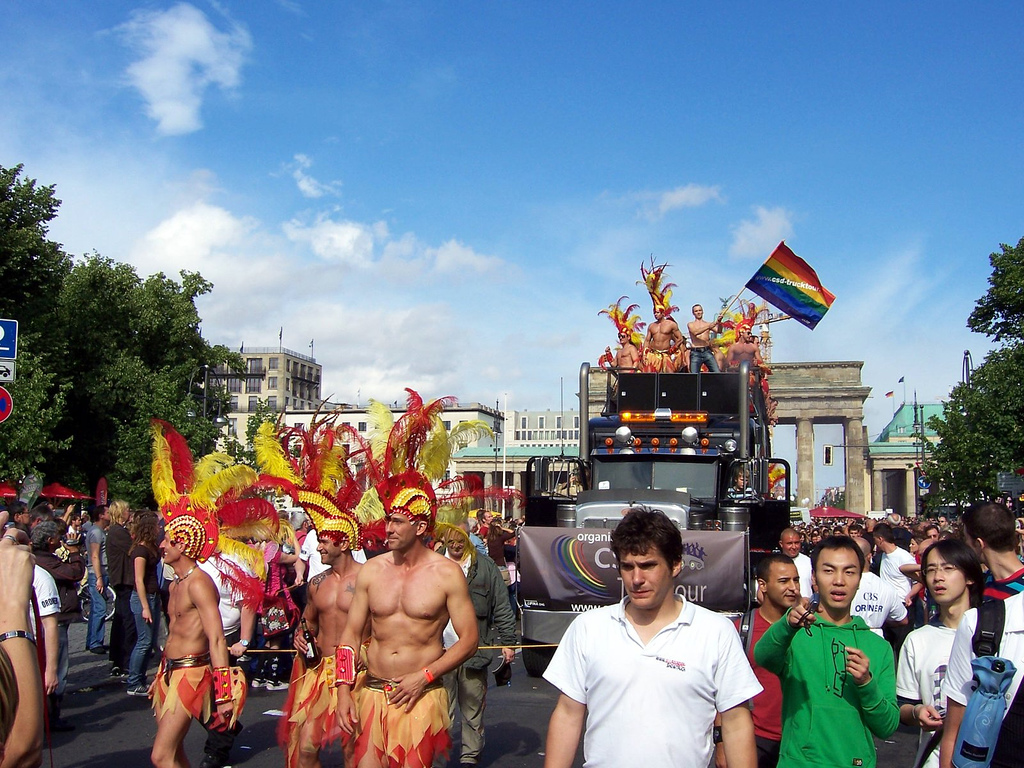
2007년 베를린

크리스토퍼 스트리트 데이(Christopher Street Day, CSD)는 유럽의 퀴어 축제로, 주로 독일, 오스트리아, 스위스에서 열린다.